# Anton Mackowiak
Anton Mackowiak (* 29. September 1922 in Dortmund; † 22. Dezember 2013) war ein deutscher Ringer.
Er gehörte zeitlebens dem ASV Heros Dortmund an. Schon 1938 und 1939 war er deutscher Jugendmeister geworden, konnte aber, bedingt durch den Kriegsdienst im Zweiten Weltkrieg, seine Karriere erst nach dem Krieg fortsetzen.
Er wurde deutscher Meister im griechisch-römischen Stil im Weltergewicht 1950 vor Heinrich Nettesheim in Köln und 1952 und 1954 jeweils vor Hans Böse in Stuttgart-Untertürkheim. Deutscher Meister im Freistil wurde er 1951 vor Nettesheim.
1952 vertrat er Deutschland bei den Olympischen Spielen in Helsinki in beiden Stilarten im Weltergewicht und kam jeweils auf den 9. Platz. Bei den Weltmeisterschaften 1953 in Neapel siegte er über Polivka aus der Tschechoslowakei und Angelberger aus Österreich und kam auf den 8. Platz.
Zum Höhepunkt seiner Laufbahn wurden die Weltmeisterschaften 1955 in Karlsruhe. Er rang wieder im Weltergewicht, griechisch-römischer Stil. Nach einer Auftaktniederlage gegen Marin Belușica aus Rumänien, schlug er nacheinander Cools aus den Niederlanden, Werner Hoppe aus dem Saarland, Petkoff aus Bulgarien, Vargset aus Norwegen und Arsic aus Jugoslawien, um erst im Finale gegen Wladimir Manejew aus der Sowjetunion knapp zu verlieren. Der Gewinn der Silbermedaille und der Titel eines Vizeweltmeisters waren sein Lohn.
Mit der Mannschaft des ASV Heros Dortmund gewann Mackowiak von 1949 bis 1957 siebenmal den Titel eines deutschen Mannschaftsmeisters.
Für seine sportlichen Leistungen wurde er am 12./13. Oktober 1951 mit dem Silbernen Lorbeerblatt ausgezeichnet.